# Billy Mayerl
William Joseph « Billy » Mayerl (31 mai 1902 - 25 mars 1959) est un pianiste et compositeur anglais qui a fait sa carrière dans le music-hall et les comédies musicales. Il est surtout connu pour de la musique légère et pour ses œuvres pour piano seul syncopées. Il a écrit plus de 300 pièces pour piano, la plupart ayant des noms de fleur, telle son œuvre la plus connue, Marigold (1927).
Il a aussi composé des pièces pour piano et orchestre, souvent des suites aux noms évocateurs comme LA suite de l'aquarium ((en) Aquarium Suite - 1937) comprenant quatre mouvements (en) Willow Moss, (en) Moorish Iodl, (en) Fantail et (en) Whirligig.

## Débuts
Mayerl est né dans une famille musicienne à Londres, dans le quartier de Tottenham Court Road. Il commença le *piano très jeune et étudia au Trinity College of Music dès l'âge de 7 ans. Durant son adolescence il accompagnait au piano les films muets (et selon certaines sources, il vendait des glaces pendant l'entracte).
Attiré par la musique populaire américaine, Mayerl rejoint en 1921 un orchestre d'hôtel à Southampton. Par la suite, il entra dans le Savoy Savanna Band à Londres qui le mena à la célébrité.

## Célébrité
Il quitte le Savoy en 1926 et ouvre l'école de (en) Syncopation spécialisée dans l'enseignement de techniques de musique moderne par correspondance, comme le ragtime et le piano stride. C'est là que commença son cours par correspondance, Comment jouer comme Billy Mayerl ((en) How to play like Billy Mayerl). Il composa pendant cette période son solo le plus connu, Marigold. À la fin des années 1930 son école par correspondance a plus de 100 professeurs et plus de 30 000 élèves. Elle ferme en 1957.
Mayerl est le piano solo lors de la première londonienne de Rhapsody in Blue de George Gershwin.
Dans les années 1930, Mayerl compose plusieurs œuvres pour théâtre musical dont Sporting Love au Gaiety Theatre à Londres en 1934, Twenty to One (1935) et Over She Goes (1936).
Maeyerl est mort en 1959 d'une crise cardiaque.

## Sources
- (en) Cet article est partiellement ou en totalité issu de l’article de Wikipédia en anglais intitulé « Billy Mayerl » (voir la liste des auteurs).